# Физико-географическое районирование Колумбии

Природно-территориальные комплексы Колумбии

Физико-географическое районирование Колумбии — принятое[кем?] в Колумбии районирование, основанное на делении страны по геологическим, геоморфологическим, гидрологическим, почвенным и биогеографическим критериям. Территория страны разделена на 6 крупных природно-территориальных комплексов, которые не отражают текущего административно-территориального деления. Из-за большого разнообразия климата и рельефа в Колумбии, различия между природно-территориальными комплексами отчетливые и определяются рядом факторов: особенности рельефа (горный или равнинный), расстояние до моря, среднее количество осадков и состояние почвы.
В физико-географическое районирование Колумбии входят:
- Амазонский ПТК, который охватывает часть дождевых лесов Амазонии;
- Андский ПТК, охватывающий три ветви Андских вершин, находящихся в Колумбии;
- Карибский ПТК, охватывающий континентальную территорию, прилегающую к Карибскому морю;
- Оринокский ПТК, лежащий на равнине Льянос-Ориноко в бассейне реки Ориноко на границе с Венесуэлой;
- Островной ПТК, который включает острова в Атлантическом и Тихом океанах.
- Тихоокеанский ПТК, покрывающую континентальную территорию, прилегающую к Тихому океану;

## Амазонский ПТК
Амазонский ПТК находится на Юго-востоке Колумбии в бассейне реки Амазонки.

## Андский ПТК
Анды представляют самый густонаселенный природно-территориальный комплекс, который содержит большинство городских центров. Колумбийские Анды делятся на три крупные системы горных хребтов, которые также называются Кордильерами (от испанского "веревка"):
- Западная Кордильера, примыкающая к Тихоокеанскому побережью, на которой находится город Кали;
- Центральная Кордильера, находящаяся в центре страны между реками Каука и Магдалена, с находящимися на ней городами Медельин, Манисалес и Перейра;
- Восточная Кордильера, простирающаяся на северо-восток до полуострова Гуахира. На Восточной Кордильере находятся города Богота, Букараманга и Кукута.

Климат и растительность комплекса значительно различается по высоте.

## Карибский ПТК
Карибский ПТК покрывает 132 218 км², прилегающих к Карибскому морю, простирающейся от залива Урабы на западе до полуострова Гуахира на востоке. Комплекс пересекает несколько рек, направляющихся из Андского нагорья к морю, включая основную колумбийскую реку Магдалена, которая впадает в море у крупнейшего колумбийского порта Барранкилья. В Карибском регионе появились первые европейские поселения, здесь расположены исторические порты Санта-Марта и Картахена.
Климат, как правило, низменный и влажный, за исключением горного массива Сьерра-Невада-де-Санта-Марта и пустыни Гуахира.

## Оринокский ПТК
Малонаселенный Оринокский ПТК расположен на равнине Льянос-Ориноко в бассейне реки Ориноко. Регион богат нефтяными запасами. Здесь также располагаются обширные территории, пригодные для выпаса скота.

## Островной ПТК
Островной ПТК рассматривается как отдельный природно-территориальный комплекс, состоящий из территорий, находящихся за пределами континентальной Колумбии, включая департамент Сан-Андрес-и-Провиденсия в Карибском море и острова Мальпело и Горгона в Тихом океане. Тем не менее, связь между островами условная и территорий более тесно связаны с соответствующими береговыми линиями континентальной Колумбии.

## Тихоокеанский ПТК
Тихоокеанский ПТК расположен на Тихоокеанском побережье и занимает площадь 83 170 км². Он простирается от залива Урабы на севере до границы с Эквадором на юге.
Этот ПТК отличается повышенной влажностью. Количество осадков здесь является одним из самых высоких в мире, составляя в среднем 4000 мм в год, а в некоторых районах достигая 12000 мм в год. Столь высокие уровни осадков подпитывают ряд рек, включая Атрато, Сан-Хуан и Патия. Население региона преимущественно афроколумбийское. Основу экономики составляют добыча драгоценных металлов (золото и платина), лесоматериалов, рыбная ловля, скотоводство и сельское хозяйство. Главным тихоокеанским портом является город Буэнавентура.